# Issa Harrath
Issa Harrath (arabe : عيسى حراث) est un acteur tunisien.

## Filmographie

### Télévision
- 1987 : Un bambino di nome Gesù de Franco Rossi
- 1992 : El Douar (ar) d'Abdelkader Jerbi : Hamid
- 1999 : Anbar Ellil de Habib Mselmani
- 2001 : Dhafayer de Habib Mselmani
- 2002 :
  - Divorce caprice (Talak Incha) de Moncef Dhouib
  - Gamret Sidi Mahrous de Slaheddine Essid : El Aiech
- 2012 :
  - Pour les beaux yeux de Catherine de Hamadi Arafa
  - Onkoud El Ghadhab de Naïm Ben Rhouma : Ezzedine
- 2016 :
  - Madrasat Al Rassoul d'Anouar Ayachi
  - Warda w Kteb d'Ahmed Rjeb (invité d'honneur)
- 2017 : Dawama de Naïm Ben Rhouma, Mohamed Ali Mihoub et Abdelmonem Hwass (invité d'honneur de l'épisode 3) : un pêcheur
- 2020 : Galb El Dhib (ar) de Bassem Hamraoui
- 2021 : El Foundou de Saoussen Jemni : Oncle Ali

### Cinéma
- 1973 : Sejnane d'Abdellatif Ben Ammar
- 1990 : Halfaouine, l'enfant des terrasses de Férid Boughedir
- 1999 : Les Siestes grenadine de Mahmoud Ben Mahmoud
- 2006 : La télé arrive de Moncef Dhouib
- 2007 : Thalathoun de Fadhel Jaziri
- 2013 : Bastardo de Nejib Belkadhi
- 2015 : Les Frontières du ciel de Farès Naânaâ
- 2016 : Parfum de printemps de Férid Boughedir

## Théâtre
- 1975 : Atchan Ya Sbaya
- Elborni we Juliette